# José Luis Chilavert
José Luis Félix Chilavert González (Luque, 27 de julho de 1965) é um ex-futebolista paraguaio que atuava como goleiro. Marcou época por suas defesas, a segurança que transmitia no gol e sua liderança sobre os companheiros, mas também por sua habilidade nas cobranças de falta e pênalti. Despediu-se dos gramados como o maior goleiro artilheiro da história, sendo posteriormente superado por Rogério Ceni.
Tornou-se notório também pelas confusões que arrumava com torcedores e jogadores adversários e também jornalistas. Compensava com grande senso de colocação os poucos saltos que dava na hora de interceptar as bolas adversárias. Após se aposentar, declarou que pretende um dia tornar-se presidente do Paraguai.

## Carreira

### Início
Chilavert nasceu em uma família de jogadores: seu pai também jogou futebol  e um irmão mais velho, Rolando, inclusive integrou a Seleção Paraguaia da Copa do Mundo de 1986.[carece de fontes?] Mas, bem antes de iniciar a carreira, o futuro goleiro já precisava trabalhar: quando criança, em sua pequena Luque natal, para juntar algum dinheiro, ordenhava as três vacas magras da família para vender o leite. Foi no time da cidade, o Sportivo Luqueño, que ele iniciou em 1982 a carreira.

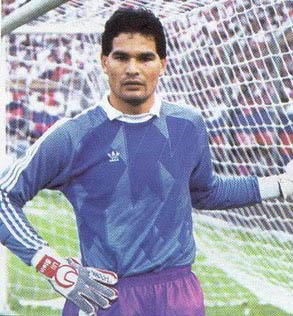
Chilavert pelo San Lorenzo em 1985

Começou a se notabilizar em 1984, ao ganhar seu primeiro título, já no Guaraní, quando faturou o campeonato paraguaio. Chegou a despertar a atração do Atlético de Madrid, que desistiu do negócio por considerar alta demais as exigências do time paraguaio. As notícias sobre a técnica de Chilavert chegaram também ao vice-presidente de um dos grandes clubes da vizinha Argentina, o San Lorenzo, que o adquiriu por empréstimo de um ano. Ali, na equipe de Boedo, já demonstrava marcas que o caracterizariam: brigas com árbitros e goleiros adversários, cobranças de falta (não chegou a marcar), e até com torcedores do próprio time. Apesar da falta de títulos mais expressivos — as conquistas limitaram-se a duas liguillas pre-Libertadores, em 1986 e 1988 —, chegou a ser considerado por muitos à altura de 2008, quando o clube completou seu centenário, o melhor goleiro das últimas duas décadas do clube, idolatria já manifestada ao fim de seu primeiro ano lá: era o momento em que o San Lorenzo precisava pagar ao Guaraní os 120 mil dólares requisitados pela compra definitiva de Chila, mas o caixa da instituição não possuía saldo viável para o negócio. O dinheiro veio da própria torcida cuerva, que tomou a iniciativa de juntar pequenas quantias durante os jogos; logo, o montante exigido foi alcançado.
Em 1988, o River Plate propôs trocas com o CASLA: o paraguaio e o colega Darío Siviski iriam a Núñez, enquanto Sergio Goycochea e Néstor Gorosito viriam dos millonarios. Porém, uma misteriosa lesão de Goycochea frustrou a negociação em relação aos goleiros, o que amargou Chilavert, que criou um mau ambiente em seu clube. Naquele mesmo ano, deixou o San Lorenzo para enfim ser negociado com o futebol europeu, transferindo-se para o Zaragoza. Na Espanha, polemizaria pela primeira vez com suas tentativas de gol. Ele, que já tinha feito seu primeiro gol (pelo Paraguai em 1989), marcou um contra a Real Sociedad, que, em seguida, revidou com outro gol, tão logo a bola foi reposta no meio-de-campo. Chilavert acabaria não sendo permitido mais a bater pênaltis no Zaragoza.
Seu forte temperamento também não seria apreciado, e deixou o clube no ano seguinte pela porta dos fundos: retornou à Argentina, mas agora para a modesta equipe do Vélez Sarsfield. Mas seria no clube de Liniers que iniciaria a época mais consagrada da carreira.

### No Vélez, a consagração
O reforço voltou à Argentina bem diferente de como havia deixado: seu físico, atlético no San Lorenzo, já mostrava uma barriga protuberante. O que não o impediu de ser um dos principais componentes das já boas campanhas dos fortineros no Campeonato Argentino, terminando em terceiro no Clausura e em segundo no Apertura daquele 1992. Para finalmente chegar aos títulos, o clube contratou como treinador um antigo ídolo, seu ex-jogador Carlos Bianchi. No campeonato seguinte, o Clausura de 1993, o Vélez foi campeão. Foi apenas o segundo título nacional do clube — o primeiro fora ainda na década de 1960, quando Bianchi era o goleador do time. Foi nesse Clausura que Chilavert marcou seu primeiro gol de falta.
A conquista classificou o Vélez para a sua segunda Copa Libertadores da América, a de 1994. Após passar por um duro grupo que reunia Boca Juniors, Palmeiras e Cruzeiro, o clube foi avançando no mata-mata até chegar na decisão. E o adversário tinha todo o favoritismo: era o recém-bicampeão seguido São Paulo, que jogaria a segunda partida da final em casa. Cada finalista venceu uma partida por 1–0 e o título se decidiu nos pênaltis. Chilavert, que já havia sido herói nas semifinais, também vencidas nos pênaltis (contra o Atlético Junior de Carlos Valderrama), foi outra vez decisivo, defendendo a cobrança de Palhinha.
No Mundial Interclubes, foi a vez de outro favorito cair, o Milan, na conquista mais importante do clube. Chilavert acabaria eleito o melhor goleiro do mundo em 1995. Ironicamente, não ganhou taças naquele ano com o Vélez, o que seria compensado em cheio no ano seguinte: tanto o Clausura quanto o Apertura 1996 foram para o Estádio José Amalfitani, assim como a Supercopa Libertadores. O goleiro artilheiro, por sua vez, seria eleito o melhor jogador do campeonato argentino e o melhor da América do Sul naquele ano.
Em 1997, quando foi considerado outra vez o melhor goleiro do mundo, levantou a Recopa Sul-Americana. Em 1998, ganhou novo Clausura, e seria outra vez eleito o melhor do planeta em sua posição.

### Aposentadoria
Em 2000, deixou o seu Vélez, como um dos principais personagens da era de ouro da equipe. Chegou como reforço de emergência do Strasbourg, da França, ameaçado de rebaixamento. Chila não conseguiu evitar que a equipe ficasse em último na Ligue 1 e consumasse o descenso, mas na mesma temporada conquistou com o novo clube a Copa da França, nos pênaltis. Em sua segunda temporada no futebol francês, ajudou a equipe a subir de volta à elite, encerrando sua boa passagem, embora já demonstrasse sinais de decadência — principalmente quanto ao seu físico, que mesmo no auge estava longe de ser o de um atleta.
Chilavert voltou à América do Sul, desta vez para defender as redes do Peñarol. Ficou um ano nos carboneros, ganhando o Campeonato Uruguaio de 2003 — a equipe aurinegra, a mais vitoriosa do país, só voltaria em 2010 a ser novamente campeã nacional. Beirando os quarenta anos, acertou um retorno ao seu querido Vélez Sarsfield. Todavia, amargou a reserva de Gastón Sessa, aposentando-se em 2004 no Fortín após apenas seis partidas oficiais em sua volta.

## Seleção Nacional
Chilavert fez sua primeira partida pelo Paraguai em 1989, já como jogador do Zaragoza. E naquele ano, pela seleção, ele marcaria seu primeiro gol: foi de pênalti, no último minuto de jogo contra a Colômbia, em partida válida pelas Eliminatórias para a Copa do Mundo de 1990. A única vaga do grupo ficaria com os próprios colombianos; o Paraguai precisava vencer o já desclassificado Equador em Quito para terminar em primeiro no grupo que formava com os dois países, mas acabou derrotado e ficando um ponto atrás da Colômbia.
Quatro anos depois, novamente uma vaga para o mundial foi perdida por um ponto. O Paraguai chegou à última rodada precisando vencer o desclassificado Peru em Lima e torcer por derrota da Argentina em Buenos Aires, contra a Colômbia. O resultado mais improvável ocorreu: os argentinos foram humilhados por um histórico 5–0. Mas terminaram com um ponto a mais após os paraguaios não saírem de um empate contra os peruanos.
A oportunidade de ir para uma Copa finalmente viria na edição seguinte, com relativa tranquilidade, com o Paraguai classificando-se em segundo lugar nas Eliminatórias. Foi nelas que Chilavert marcou o que é seu gol mais famoso pela seleção, em um empate de 1 a 1 contra a Argentina no Monumental de Núñez. E Chilavert seria um dos maiores destaques da digna campanha paraguaia na França: levando em consideração defesas, pênaltis defendidos, cruzamentos cortados e gols tomados, foi o goleiro mais eficiente da Copa.
Demonstrando agilidade mesmo acima do peso e realizando defesas difíceis, ele ainda tentou, contra Espanha e Bulgária, marcar gols de falta, mas não conseguiu. Os sul-americanos caíram nas oitavas-de-final, contra os anfitriões franceses, de forma dramática: no final da prorrogação, levaram um gol de ouro de Laurent Blanc, que deu automaticamente a vitória aos europeus pela morte súbita. A bela performance de Chila no mundial seria sua maior credencial para ser eleito naquele ano o melhor goleiro do mundo, reconhecimento que ganhava pela terceira vez, igualando ao recorde de Walter Zenga (posteriormente, ambos seriam superados por Gianluigi Buffon).
Com a mesma base de sucesso de 1998 — ele, Francisco Arce, Celso Ayala, Carlos Gamarra, José Cardozo —, o Paraguai classificou-se pela segunda vez seguida (algo inédito) para uma Copa. Se Chilavert encantara na França, o mesmo não se deu na Ásia. Na Copa do Mundo de 2002, foi uma das maiores decepções do torneio. Após não jogar a primeira partida, contra a África do Sul — cumpria suspensão por ter cuspido em Roberto Carlos nas Eliminatórias —, o goleiro voltou para o restante da campanha.
O Paraguai conseguiu classificar-se novamente às oitavas, mas sem muita ajuda de sua maior estrela; Chilavert, visivelmente acima do peso, fez duas partidas desastrosas na primeira fase: contra a Espanha, saiu muito mal ao tentar interceptar cruzamento que resultaria no segundo gol adversário, que ali virava o placar; e, contra a Eslovênia, no único gol esloveno, o goleiro praticamente empurrou a bola na rede por baixo de seus pés, quando procurava cortar desprentensioso cruzamento de Milenko Ačimovič.
Nas oitavas, novamente o sonho acabou perto do final da partida, embora ainda no tempo normal. O adversário era a Alemanha, que venceu com um gol de Oliver Neuville aos 43 minutos do segundo tempo. Chilavert jogou pela última vez pelo Paraguai no ano seguinte, manifestando vontade de um dia treinar a seleção.

## Comentarista
Comentou as partidas da Copa do Mundo de 2010 na África do Sul para o canal americano de língua espanhola, Univision.
Retornou como comentarista, colaborador e diretor técnico convidado na Copa do Mundo de 2014, realizada no Brasil, desta vez pelo canal colombiano RCN Televisión.
Em 2018, comentou as partidas da Copa do Mundo pelo canal paraguaio Telefuturo.

## Gols
- Total de gols marcados: 130 (62 oficiais)

### Lista de gols
| Nº       | Data                    | Competição                     | Local                    |                  | Placar         | Adversário                  | Tipo                          |
| -------- | ----------------------- | ------------------------------ | ------------------------ | ---------------- | -------------- | --------------------------- | ----------------------------- |
| 1        | 27 de agosto de 1989    | Eliminatórias da Copa do Mundo | Asunción, Paraguai       | Paraguai         | 2 – 1          | Colômbia                    | Pênalti (1)                   |
| 2        | 28 de janeiro de 1990   | Campeonato Espanhol            | Zaragoza, Espanha        | Real Zaragoza    | 2 – 1          | Real Sociedad               | Pênalti (1)                   |
| 3        | 15 de junho de 1993     | Campeonato Argentino           | La Plata, Argentina      | Vélez Sarsfield  | 1 – 1          | Estudiantes                 | Pênalti (1)                   |
| 4        | 15 de agosto de 1993    | Eliminatórias da Copa do Mundo | Asunción, Paraguai       | Paraguai         | 2 – 1          | Peru                        | Pênalti (1)                   |
| 5        | 2 de outubro de 1994    | Campeonato Argentino           | Buenos Aires, Argentina  | Vélez Sarsfield  | 1 – 0          | Deportivo Español           | Falta (1)                     |
| 6        | 22 de março de 1996     | Campeonato Argentino           | Buenos Aires, Argentina  | Vélez Sarsfield  | 3 – 2          | River Plate                 | Falta (1)                     |
| 7        | 26 de maio de 1996      | Campeonato Argentino           | Buenos Aires, Argentina  | Vélez Sarsfield  | 5 – 1          | Lanús                       | Pênalti (1)                   |
| 8/9      | 16 de junho de 1996     | Campeonato Argentino           | Buenos Aires, Argentina  | Vélez Sarsfield  | 5 – 1          | Boca Juniors                | Pênalti (1), falta (1)        |
| 10       | 1 de setembro de 1996   | Eliminatórias da Copa do Mundo | Buenos Aires, Argentina  | Paraguai         | 1 – 1          | Argentina                   | Pênalti (1)                   |
| 11       | 22 de setembro de 1996  | Campeonato Argentino           | Buenos Aires, Argentina  | Vélez Sarsfield  | 2 – 0          | Unión de Santa Fe           | Pênalti (1)                   |
| 12       | 28 de setembro de 1996  | Campeonato Argentino           | Banfield, Argentina      | Vélez Sarsfield  | 3 – 1          | Banfield                    | Pênalti (1)                   |
| 13       | 16 de outubro de 1996   | Supercopa Libertadores         | Buenos Aires, Argentina  | Vélez Sarsfield  | 3 – 0          | Olimpia                     | Falta (1)                     |
| 14       | 30 de outubro de 1996   | Supercopa Libertadores         | Uberlândia, Brasil       | Vélez Sarsfield  | 2 – 1          | Santos                      | Pênalti (1)                   |
| 15       | 20 de novembro de 1996  | Supercopa Libertadores         | Belo Horizonte, Brasil   | Vélez Sarsfield  | 1 – 0          | Cruzeiro                    | Pênalti (1)                   |
| 16       | 23 de fevereiro de 1997 | Campeonato Argentino           | Buenos Aires, Argentina  | Vélez Sarsfield  | 1 – 1          | Newell's Old Boys           | Pênalti (1)                   |
| 17       | 5 de março de 1997      | Campeonato Argentino           | Buenos Aires, Argentina  | Vélez Sarsfield  | 1 – 0          | Independiente               | Pênalti (1)                   |
| 18       | 18 de março de 1997     | Copa Libertadores              | Buenos Aires, Argentina  | Vélez Sarsfield  | 3 – 0          | El Nacional                 | Pênalti (1)                   |
| 19       | 13 de abril de 1997     | Recopa Sul-Americana           | Kobe, Japão              | Vélez Sarsfield  | 1 – 1 (p. 4-2) | River Plate                 | Pênalti (1)                   |
| 20       | 20 de abril de 1997     | Campeonato Argentino           | Buenos Aires, Argentina  | Vélez Sarsfield  | 2 – 1          | Boca Juniors                | Pênalti (1)                   |
| 21       | 29 de maio de 1997      | Campeonato Argentino           | Buenos Aires, Argentina  | Vélez Sarsfield  | 2 – 1          | Deportivo Español           | Falta (1)                     |
| 22       | 17 de junho de 1997     | Copa América                   | Cochabamba, Bolívia      | Paraguai         | 1 – 1          | Argentina                   | Pênalti (1)                   |
| 23       | 24 de agosto de 1997    | Campeonato Argentino           | Avellaneda, Argentina    | Vélez Sarsfield  | 1 – 1          | Racing Club                 | Pênalti (1)                   |
| 24       | 19 de setembro de 1997  | Campeonato Argentino           | Vicente López, Argentina | Vélez Sarsfield  | 1 – 0          | Platense                    | Pênalti (1)                   |
| 25       | 23 de setembro de 1997  | Supercopa Libertadores         | Florianópolis, Brasil    | Vélez Sarsfield  | 1 – 0          | Flamengo                    | Pênalti (1)                   |
| 26       | 28 de setembro de 1997  | Campeonato Argentino           | Buenos Aires, Argentina  | Vélez Sarsfield  | 5 – 0          | Newell's Old Boys           | Pênalti (1)                   |
| 27       | 23 de outubro de 1997   | Supercopa Libertadores         | Buenos Aires, Argentina  | Vélez Sarsfield  | 3 – 3          | São Paulo                   | Pênalti (1)                   |
| 28       | 2 de novembro de 1997   | Campeonato Argentino           | Buenos Aires, Argentina  | Vélez Sarsfield  | 2 – 1          | Gimnasia y Esgrima de Jujuy | Pênalti (1)                   |
| 29       | 23 de novembro de 1997  | Campeonato Argentino           | Lanús, Argentina         | Vélez Sarsfield  | 3 – 4          | Lanús                       | Pênalti (1)                   |
| 30       | 30 de novembro de 1997  | Campeonato Argentino           | Buenos Aires, Argentina  | Vélez Sarsfield  | 5 – 1          | Rosario Central             | Pênalti (1)                   |
| 31       | 28 de fevereiro de 1998 | Campeonato Argentino           | Buenos Aires, Argentina  | Vélez Sarsfield  | 3 – 2          | Boca Juniors                | Pênalti (1)                   |
| 32       | 14 de abril de 1998     | Campeonato Argentino           | Jujuy, Argentina         | Vélez Sarsfield  | 2 – 0          | Gimnasia y Esgrima de Jujuy | Falta (1)                     |
| 33       | 19 de abril de 1998     | Campeonato Argentino           | Buenos Aires, Argentina  | Vélez Sarsfield  | 6 – 1          | Colón de Santa Fe           | Bola rolando (1)              |
| 34       | 2 de maio de 1998       | Campeonato Argentino           | Buenos Aires, Argentina  | Vélez Sarsfield  | 2 – 2          | Lanús                       | Pênalti (1)                   |
| 35       | 28 de agosto de 1998    | Campeonato Argentino           | Buenos Aires, Argentina  | Vélez Sarsfield  | 3 – 0          | Talleres de Córdoba         | Pênalti (1)                   |
| 36       | 3 de setembro de 1998   | Copa Mercosul                  | Asunción, Paraguai       | Vélez Sarsfield  | 2 – 2          | Cerro Porteño               | Pênalti (1)                   |
| 37/38    | 27 de setembro de 1998  | Campeonato Argentino           | Buenos Aires, Argentina  | Vélez Sarsfield  | 2 – 2          | Unión de Santa Fe           | Pênalti (1), bola rolando (1) |
| 39       | 4 de abril de 1999      | Campeonato Argentino           | Avellaneda, Argentina    | Vélez Sarsfield  | 2 – 0          | Independiente               | Pênalti (1)                   |
| 40       | 21 de abril de 1999     | Copa Libertadores              | Buenos Aires, Argentina  | Vélez Sarsfield  | 4 – 0          | Universitario de Deportes   | Falta (1)                     |
| 41       | 12 de setembro de 1999  | Campeonato Argentino           | Buenos Aires, Argentina  | Vélez Sarsfield  | 2 – 0          | Argentinos Juniors          | Falta (1)                     |
| 42       | 31 de outubro de 1999   | Campeonato Argentino           | Buenos Aires, Argentina  | Vélez Sarsfield  | 1 – 1          | Gimnasia y Esgrima La Plata | Pênalti (1)                   |
| 43       | 19 de novembro de 1999  | Campeonato Argentino           | San Martín, Argentina    | Vélez Sarsfield  | 2 – 2          | Chacarita Juniors           | Falta (1)                     |
| 44/45/46 | 28 de novembro de 1999  | Campeonato Argentino           | Buenos Aires, Argentina  | Vélez Sarsfield  | 6 – 1          | Ferro Carril                | Pênalti (3)                   |
| 47       | 26 de fevereiro de 2000 | Campeonato Argentino           | Córdoba, Argentina       | Vélez Sarsfield  | 3 – 1          | Belgrano                    | Falta (1)                     |
| 48       | 24 de junho de 2000     | Campeonato Argentino           | Buenos Aires, Argentina  | Vélez Sarsfield  | 1 – 0          | Ferro Carril                | Pênalti (1)                   |
| 49       | 1 de agosto de 2000     | Copa Mercosul                  | Buenos Aires, Argentina  | Vélez Sarsfield  | 1 – 2          | River Plate                 | Pênalti (1)                   |
| 50       | 25 de agosto de 2000    | Campeonato Argentino           | Buenos Aires, Argentina  | Vélez Sarsfield  | 1 – 1          | Cólon                       | Pênalti (1)                   |
| 51       | 29 de agosto de 2000    | Copa Mercosul                  | Buenos Aires, Argentina  | Vélez Sarsfield  | 3 – 1          | Universidad de Chile        | Pênalti (1)                   |
| 52       | 20 de setembro de 2000  | Copa Mercosul                  | Buenos Aires, Argentina  | Vélez Sarsfield  | 1 – 1          | River Plate                 | Falta (1)                     |
| 53       | 24 de setembro de 2000  | Campeonato Argentino           | Buenos Aires, Argentina  | Vélez Sarsfield  | 3 – 1          | Los Andes                   | Pênalti (1)                   |
| 54       | 7 de outubro de 2000    | Eliminatórias da Copa do Mundo | Bogotá, Colômbia         | Paraguai         | 2 – 0          | Colômbia                    | Falta (1)                     |
| 55       | 15 de novembro de 2000  | Eliminatórias da Copa do Mundo | Asunción, Paraguai       | Paraguai         | 5 – 1          | Peru                        | Pênalti (1)                   |
| 56       | 20 de abril de 2001     | Copa da França                 | Strasbourg, França       | RC de Strasbourg | 4 – 1          | Nantes                      | Pênalti (1)                   |
| 57       | 5 de setembro de 2001   | Eliminatórias da Copa do Mundo | Asunción, Paraguai       | Paraguai         | 5 – 1          | Bolívia                     | Falta (1)                     |
| 58       | 7 de outubro de 2001    | Eliminatórias da Copa do Mundo | Asunción, Paraguai       | Paraguai         | 2 – 2          | Argentina                   | Pênalti (1)                   |
| 59       | 29 de setembro de 2003  | Campeonato Uruguaio            | Montevidéu, Uruguai      | Peñarol          | 2 – 0          | Villa Española              | Pênalti (1)                   |
| 60       | 11 de outubro de 2003   | Campeonato Uruguaio            | Montevidéu, Uruguai      | Peñarol          | 3 – 1          | Central Español             | Pênalti (1)                   |
| 61       | 1 de novembro de 2003   | Campeonato Uruguaio            | Montevidéu, Uruguai      | Peñarol          | 1 – 1          | Fénix                       | Falta (1)                     |
| 62       | 23 de novembro de 2003  | Campeonato Uruguaio            | Montevidéu, Uruguai      | Peñarol          | 5 – 2          | Deportivo Colonia           | Falta (1)                     |

## Títulos
Guaraní
- Campeonato Paraguaio: 1984

Vélez Sarsfield
- Campeonato Argentino: 1993 (Clausura), 1995 (Apertura), 1996 (Clausura) e 1998 (Clausura)
- Copa Interamericana: 1994
- Copa Libertadores da América: 1994
- Copa Intercontinental: 1994
- Supercopa Libertadores: 1996
- Recopa Sul-Americana: 1997

Strasbourg
- Copa da França: 2001

Peñarol
- Campeonato Uruguaio: 2003

### Prêmios individuais
- Melhor Goleiro do Mundo: 1995, 1997 e 1998[carece de fontes?]
- Melhor Jogador do Campeonato Argentino: 1996 e 1996
- Melhor Jogador da América: 1996
- Melhor Goleiro da Copa do Mundo FIFA: 1998
- IFFHS - MEN’S ALL TIME PARAGUAY DREAM TEAM[12]